# Enicospilus watshami
Enicospilus watshami là một loài tò vò trong họ Ichneumonidae.